# اختبار تشخيصي سريع

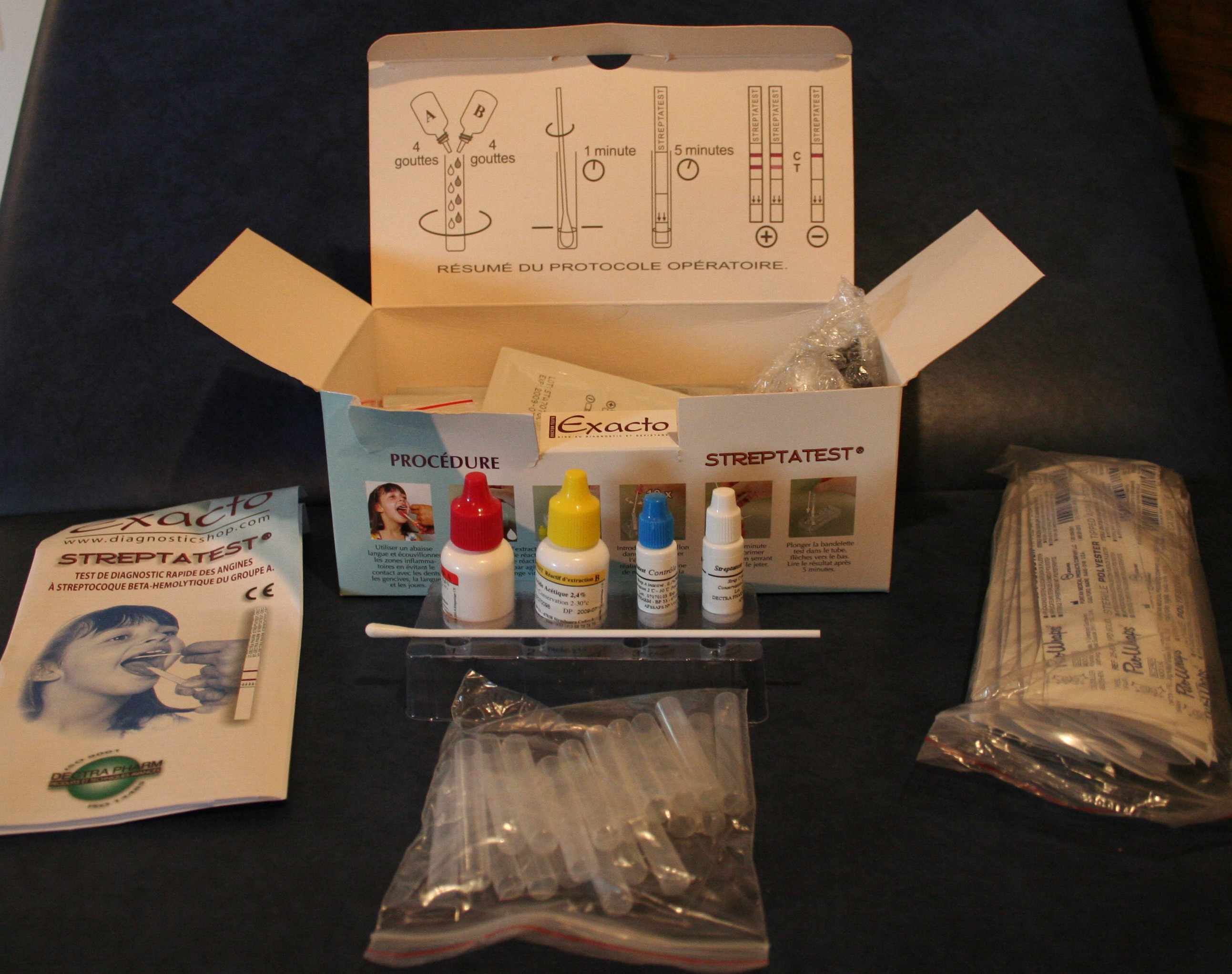
معدات اختبار البكتريا السريع.

الاختبار التشخيصي السريع (بالإنجليزية: Rapid diagnostic test)‏ ومختصره (RDT) هو اختبار تشخيصي يمكن إجراؤه بسرعة وسهولة، ويمكن استخدامها في الكشف الأولي والطارئ عندما تكون الظروف الطبية محدودة الموارد والتسهيلات.
يعطي هذه الاختبارات نتائج في نفس اليوم وقد تكون خلال أقل من ساعتين. عادة ما تعطى النتائج خلال 20 دقيقة.

## أمثلة
- اختبار الإنفلونزا التشخيصي السريع
- اختبار فيروس نقص المناعة المكتسبة التشخيصي السريع
- اختبار المستضد التشخيصي السريع أو اختبار البكتريا السريع
- اختبار الملاريا التشخيصي السريع
- راجنة بلازمية سريعة
- اختبار يورياز سريع